# Норвегія на літніх Олімпійських іграх 2024
Норвегію на літніх Олімпійських іграх 2024 представляли сто сім спортсменів у вісімнадцяти видах спорту.

## Медалісти
| Медаль | Ім'я | Вид спорту       | Дисципліна                               | Дата      |
| ------ | --- | ---------------- | ---------------------------------------- | --------- |
| 1      | Маркус Рут | Легка атлетика   | десятиборство (чоловіки)                 | 3 серпня  |
| 1      | Жіноча збірна Норвегії з гандболу- Марен Ніланд Ордал - Крістіне Брейстель - Карі Браттсет Дале - Тале Рушфельдт Дейла - Камілла Геррем - Вільде Інґстад - Маріт Ресберґ Якобсен - Вероніка Крістіансен - Катрін Лунде Гаральдсен - Нора Мерк - Стіне Бредал Офтедал - Генні Рейстад - Стіне Скоґранд - Санна Сольберг - Сільє Солберґ-Естгассель | Гандбол          | жіночий турнір                           | 10 серпня |
| 1      | Сольфрід Коанда | Важка атлетика   | до 81 кг (жінки)                         | 10 серпня |
| 1      | Якоб Інгебрігтсен | Легка атлетика   | біг на 5000 метрів (чоловіки)            | 10 серпня |
| 2      | Карстен Варгольм | Легка атлетика   | біг на 400 метрів з бар'єрами (чоловіки) | 9 серпня  |
| 3      | Ліне Флем Гест | Вітрильний спорт | ILCA 6                                   | 7 серпня  |
| 3      | Андерс Мол Крістіан Серум | Волейбол         | Men's Beach                              | 10 серпня |
| 3      | Грейс Буллен | Боротьба         | вільна боротьба, до 62 кг (жінки)        | 10 серпня |

## Спортсмени
Кількість спортсменів за видами спорту. Резервних гандболістів не враховано.
| Вид спорту                      | Чоловіки | Жінки | Загалом |
| ------------------------------- | -------- | ----- | ------- |
| Легка атлетика                  | 15       | 11    | 26      |
| Бокс                            | 1        | 1     | 2       |
| Веслування на байдарках і каное | 0        | 4     | 4       |
| Велоспорт                       | 3        | 3     | 6       |
| Стрибки у воду                  | 0        | 1     | 1       |
| Кінний спорт                    | 0        | 2     | 2       |
| Гольф                           | 2        | 2     | 4       |
| Гандбол                         | 14       | 15    | 29      |
| Академічне веслування           | 8        | 2     | 10      |
| Вітрильний спорт                | 1        | 4     | 5       |
| Стрільба                        | 3        | 3     | 6       |
| Плавання                        | 3        | 0     | 3       |
| Тхеквондо                       | 1        | 0     | 1       |
| Теніс                           | 1        | 0     | 1       |
| Тріатлон                        | 2        | 2     | 4       |
| Волейбол                        | 2        | 0     | 2       |
| Важка атлетика                  | 0        | 1     | 1       |
| Боротьба                        | 0        | 1     | 1       |
| Загалом                         | 56       | 51    | 107     |